# Klarupgård
Klarupgaard er en gammel hovedgård, som allerede nævnes i Historien under Erik Menved. Gården ligger lige nord for Klarup i Aalborg Kommune i det historiske Klarup Sogn, Fleskum Herred, Ålborg Amt.
Klarupgård blev brændt af Skipper Clement under Grevens Fejde i 1534:11-14. Den nuværende hovedbygning er opført i 1615-1628 og ombygget i 1847-1848. Gården dannede i 2013 kulisse for TV-2's julekalender Tvillingerne og Julemanden:14.
Klarupgaard Gods er på 276 hektar med Lovisegård

## Ejere af Klarupgaard
- (1259-1285) Kronen (Erik Glipping)
- (1285-1300/1308) Jacob Nielsen Blaafod

- (1300/1308-1436) Viborg Domkapital

Lensmænd under Viborg Domkapital
- *(1422-) Laurids Lunov
- *(1451-) Otto Stampe
- *(1505-) Niels Eskildsen Høg
- *(1520-) Mogens Stampe
- *(1532-) Erik Høg
- *(1534-) Bagge Griis

- (1536-1540) Kronen (som ruin)
- (1540-1565) Erik Høg Banner
- (1565-1589) Jørgen Eriksen Høg Banner
- (1589-1612) Erik Jørgensen Høg Banner
- (1612-1649) Else Eriksdatter Høg Banner gift Vind (med børnene som partshavere)
- *(1612-1633) Iver Jacobsen Vind / Henrik Jacobsen Vind
- *(1633-1649) Iver Jacobsen Vind / Anne Henriksdatter Vind
- (1649-1665) Anne Henriksdatter Vind og Hans Diepholt von der Rothfelser
- (1665-1668) Sct. Nicolaj Kirke I København med Ellene Heisch som partshaver
- (1668-1670) Poul Kriesch / Ellene Heisch
- (1670-1685) Poul Kriesch
- (1685-1700) Thøger Lassen
- (1700-1703) Magdalene von Ginchel gift Lassen
- (1703-1705) Christian Reenberg, Claus Reenberg, Ane Kirstine Reenberg (under værge af Dr. Frants Clausen Reenberg)
- (1705) Hans Benzon (som medejer)
- (1705-1729) Heinrich von Rosenauer
- (1729-1736) Anne Margrethe gift Rosenauer
- (1736-1739) Margrethe Cathrine Schrader og Christian Ulrik von Hauch
- (1736-1743) Margrethe Cathrine Schrader
- (1743-1757) Margrethe Cathrine Schrader og Jørgen von Hauch
- (1757-1779) Christen Christensen
- (1779-1819) Werner Christensen
- (1819-1827) Johanne Christiane Mollerup gift Christensen
- (1827-1840) Christen Carl Christensen
- (1840-1847) Hans Christian Søltoft
- (1847-1858) Peter Hilarius Ferdinand Kalko / Hans Jacob Arnold Christopher Branth
- (1858-1891) Hans Jacob Arnold Christopher Branth
- (1891-1893) Harald Blicharl Valdemar Branth
- (1893-1918) Carl Valdemar Branth
- (1918-1928) Jacob Buksted
- (1928-1967) Søren Just
- (1967-1998) Birthe og Niels Christian Just
- (1998-2015) Lene og Knud Just
- (2015-) Erik Hjorth [2]